# Leopold Šťastný
Leopold Šťastný (ur. 23 maja 1911, zm. 14 maja 1996) – słowacki piłkarz występujący na pozycji obrońcy. Trener piłkarski.

## Kariera klubowa
Przez całą karierę związany był z zespołem ŠK Bratysława.

## Kariera reprezentacyjna
W 1937 roku rozegrał dwa spotkania w reprezentacji Czechosłowacji, a w 1940 roku jedno w reprezentacji Słowacji.

## Kariera trenerska
Rozpoczął karierę trenerską w 1949 roku w Slovanie Bratysława. W 1950 roku, a także w 1951 roku zdobył z nim mistrzostwo Czechosłowacji. Potem odszedł z klubu, ale jeszcze dwukrotnie wracał do roli szkoleniowca Slovana. W 1955 roku ponownie zdobył z nim mistrzostwo Czechosłowacji, a w 1964 roku dotarł do finału Pucharu Mitropa.
W 1966 roku został trenerem austriackiego klubu Wacker Innsbruck 1915. W 1967 roku oraz w 1968 roku wywalczył z nim wicemistrzostwo Austrii. W tym samym roku został selekcjonerem reprezentacji Austrii. W roli tej zadebiutował 22 września 1968 roku w przegranym 0:1 towarzyskim meczu ze Szwajcarią. Kadrę Austrii prowadził przez siedem lat. W tym czasie pod jego wodzą rozegrała ona 48 spotkań.

## Źródła
- Profil na eu-football.info (ang.)